# Distretto di Bajannuur (Bulgan)
Il distretto di Bajannuur è uno dei sedici distretti (sum) in cui è suddivisa la provincia di Bulgan, in Mongolia. Conta una popolazione di 1.526 abitanti (censimento 2009). 